# 蒙自路
蒙自路是中華人民共和國上海市黃浦區一條南北走向道路，北起徐家匯路，南至局門路，全長长1571米，宽11米至19米。道路始建於中華民国3年（1914年），最初命名為新桥路，路名來自於肇嘉浜上的一座橋，1950年更名為蒙自路，路名來自於云南蒙自。